# Opatov v Čechách

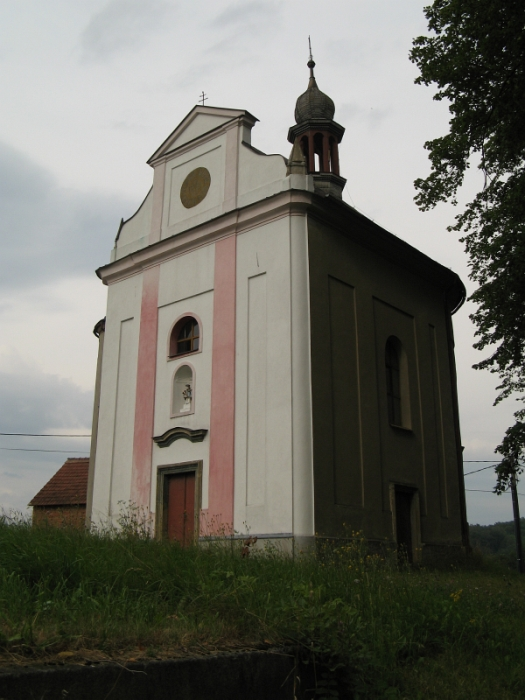
Opatov, Kapelle des Hl. Nepomuk

Opatov v Čechách (deutsch Abtsdorf bei Zwittau) ist ein Flecken mit 1100 Einwohnern in Tschechien. Es liegt am Oberlauf der Třebovka und gehört zum Okres Svitavy (Zwittau) im Pardubický kraj.

## Geschichte
Herrmann (1245–1260), Abt des Prämonstratenserklosters Leitomischl, erhielt vom König Ottokar II. den Auftrag, im Schönhengstgau ein Dorf zu gründen und zu besiedeln. Es wurde Opatov (Abtsdorf) benannt. Als Gründungsjahr wird 1248 angenommen. Die Kirche des Hl. Antonius wurde erstmals 1358 erwähnt. In den Hussitenkriegen bekannte sich die Bevölkerung zum Utraquismus. Für 1585 ist eine Schule nachgewiesen. Im Zuge der Gegenreformation wurde Opatov 1624 rekatholisiert. 1760 erhielt es das Marktrecht. 1841 vernichtete ein Feuer weite Teile der Stadt. 1846 wurde Opatov an die Eisenbahnlinie Prag – Brünn – Wien angeschlossen.
In den umliegenden Teiche dienen der Fischzucht. Der größte Teich ist mit 5 ha der am nördlichen Ortsausgang befindliche Hvězda (Sternteich), den die Třebovka und der aus dem kleineren Nový rybník (Neuteich) zufließende Nový potok speisen. Am südlichen Dorfende zwischen dem Nachbarort Opatovec liegt der 3 ha große Vidlák, in den der Černý potok und der Mikulečský potok fließen.
Nach dem Münchner Abkommen wurde der Ort dem Deutschen Reich zugeschlagen und gehörte bis 1945 zum Landkreis Zwittau.

## Gemeindegliederung
Zur Gemeinde gehören die Ortsteile Nový Rybník (Neuteich) und Hvězda (Sternteich). Der frühere Ortsteil Královec (Königsberg) existiert nicht mehr. In Nový Rybník gibt es noch wenige Häuser und die ehemalige zerstörte Kapelle, heute eine Galerie. In Hvězda gab es ein kleines zweistöckiges Barock-Schloss, das in den 1930er Jahren zerstört wurde.

## Persönlichkeiten
- Franz Peschka (1856–1908), Bürgermeister von Abtsdorf, Böhmischer Landtagsabgeordneter, Reichsratsabgeordneter, Deutscher Landsmannminister im Kabinett Beck, Gründer und Vorsitzender der Deutschen Agrarpartei